# Campeonato Oficial de Fútbol Femenino 2007
El Campeonato Oficial de Fútbol Femenino se jugó en Arequipa el año 2007. Empezó el 16 de septiembre de ese año. La aprobación de bases se programó para el 3 de septiembre, Se planteó jugar íntegramente en el campo deportivo de la Universidad Alas Peruanas.

## Participantes
| Universidad Alas Peruanas (UAP)              |
| Sportivo Huracán                             |
| Universidad Nacional de San Agustín (IDUNSA) |
| White Star                                   |
| Real Amistad                                 |
| Deportivo Municipal de Uchumayo              |
| Indoamérica                                  |

## Desarrollo

### Fecha 1
White Star – Real Amistad
Huracán – Municipal
Indoamerica – Alas Peruanas
Descansa Idunsa que ese año se propuso presentar un equipo juvenil con un promedio de edad de 17 años.

### Fecha 2
UAP 3-0 Real Amistad
Huracán vs IDUNSA

### Fecha 3
Se jugó el domingo 29 de septiembre.
Real Amistad vs Deportivo Municipal
Sportivo Huracán vs Indoamérica
Idunsa vs Alas Peruanas.

### Fecha x
UAP          6-1 Municipal
White Star vs  IDUNSA

### Fecha y
Alas Peruanas con 15 puntos lidera el Campeonato de Fútbol Femenino de Arequipa, segundo se ubica Sportivo Huracán con 12. Colero del torneo es Indoamérica con 0 unidades. La goleadora del certamen es Carlo Gonzáles (Real Amistad) con 5 tantos.